# QSPR (револьвер)
QSPR (англ. Quiet Special Purpose Revolver) — американский гладкоствольный бесшумный револьвер, разработанный в годы войны во Вьетнаме под специальный патрон замкнутого типа и выпускавшийся малыми сериями для подразделений «туннельных крыс».

## Конструкция
Работа по созданию различных образцов бесшумного оружия была начата компанией AAI Inc. в 1967 году; существуют сведения об участии в этом проекте Лаборатории по исследованию наземных операций Абердинского полигона. При разработке QSPR за отправную точку был взят револьвер модели Smith & Wesson Model 29 калибра .44 Магнум у которого нарезной ствол был заменён на гладкий, а барабаны расточены под новый вид патронов. Из-за специфического назначения для ведения огня в подземельях (см. подземная война) револьвер не был снабжён какими-либо прицельными приспособлениями.
Бесшумные боеприпасы имели стальную гильзу диаметром 13,3 мм и длиной 47,6 мм в заднюю часть которой вворачивалось донце с капсюлем. В ранних версиях патронов там же располагался и промежуточный ударник, в поздних версиях от него удалось отказаться. Небольшой заряд пороха помещался под стальным поршнем-толкателем в форме стакана. Для его заклинивания в дульце гильзы было предусмотрено небольшое сужение. Заряд патрона включал в себя 15 вольфрамовых картечин массой 0,5 грамма каждая; их начальная скорость была около 220 м/с, что обеспечивало величину кинетической энергии около 185 Дж. При этом, громкость звука выстрела на расстоянии 1 метр от дульного среза не превышала уровня 110 дБ, что было сопоставимо с выстрелом малокалиберного патрона 0.22 LR.

## Боевой опыт
Первая серия из 10 опытных револьверов QSPR вместе с патронами была поставлена в действующие части армии США во Вьетнаме в 1969 году. Как правило, тактика их применения полагалась на фактор внезапности при минимальном расстоянии до цели. В американской литературе сохранились сведения, что эффективность использования этого оружия была признана неудовлетворительной из-за весьма необычного боеприпаса и недостаточного подавления шума выстрела. В результате этого через шесть месяцев все образцы были отозваны.
Количество экземпляров, поставленных во Вьетнам составило 75 штук, при этом упоминается общее количество выпущенных револьверов от 25 до 250.